# قائمة الأشخاص المسجونين بسبب تحرير ويكيبيديا

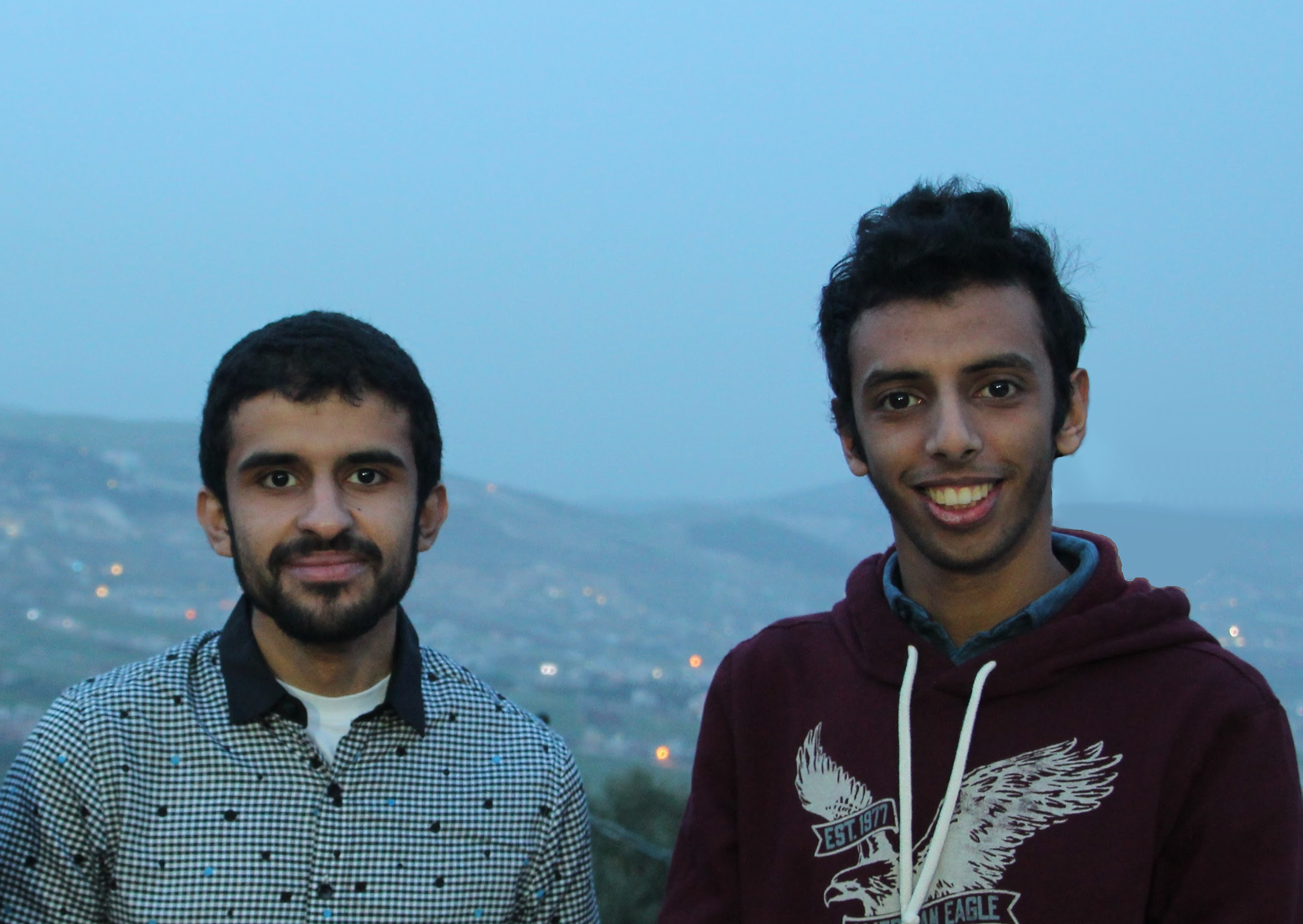
د. أسامة خالد (يسار) وزياد السفياني، الويكيبيديان اللذان سجنتهما المملكة العربية السعودية في عام 2020 لمدة 32 و8 سنوات على التوالي.

هذه قائمة بالويكيبيديين الذين سجنتهم حكوماتهم لتحريرهم ويكيبيديا.
- حكم على أسامة خالد وزياد السفياني، إداريين بويكيبيديا العربية السعوديين في سبتمبر / أيلول 2020 بالسجن لمدة تصل إلى 32 عامًا وما يصل إلى ثماني سنوات على التوالي ، بتهمة "تغيير الرأي العام" و "انتهاك الآداب العامة" بإجراء تعديلات "تنتقد اضطهاد النشطاء السياسيين في البلاد" [1] كجزء من"حملة على مسؤولي ويكيبيديا في البلاد"، وفقًا لمنظمة ديموقراطية العالم العربي الآن وسميكس، وهي منظمة لبنانية غير حكومية [2][3]
- اعتقل مارك بيرنشتاين، محرر بيلاروسي في ويكيبيديا الروسية، في 11 مارس 2022 لانتهاكه قوانين الرقابة على الحرب الروسية لعام 2022 من خلال تحرير مقالات ويكيبيديا حول الغزو الروسي لأوكرانيا عام 2022 وحُكم عليه بالسجن لمدة 15 يومًا وثلاث سنوات من تقييد الحرية[4][5][6]
- بافيل بيرنيكيتش، محرر بيلاروسي في ويكيبيديا البيلاروسية، حكم عليه في 7 أبريل 2022 بالسجن لمدة عامين في مستعمرة عقابية ل"تشويه سمعة جمهورية بيلاروسيا" بما في ذلك تعديلان على ويكيبيديا حول القمع السياسي في بيلاروسيا[7][8][9]